# Alexander Winkler
Pour les articles homonymes, voir Winkler.
Alexandre (Gustav) Aldofovitch Winkler (en russe : Александр Адольфович Винклер, Aleksandr Adolfovitch Vinkler)  est un pianiste et un compositeur russe d’origine allemande, né à Kharkov (Empire russe) le 3 mars 1865 et mort à Besançon (France) le 6 août 1935.

## Biographie
Après avoir terminé ses études de droit à l’université de Kharkov en 1887, Winkler étudia le piano à l’institut de musique de la Société russe de musique où il obtint son diplôme en 1889. Il se perfectionna alors à Paris avec Alphonse Duvernoy pour le piano ainsi qu'à Vienne avec Theodor Leschetizky pour le piano et Karl Navrátil pour la composition.
Après sept années passées à enseigner à Kharkov, il devint professeur au conservatoire de Saint-Pétersbourg de 1909 à 1924. Il s’installa ensuite à Besançon où, à partir de 1925, il fut professeur au conservatoire municipal.
À part deux recueils de lieder, il ne composa que de la musique instrumentale : deux œuvres symphoniques et deux pièces concertantes (pour violon et pour violoncelle), de la musique de chambre et six pages pour piano.

## Œuvres (liste non exhaustive)
- Musique de chambre
  - Quatuor à cordes op. 7 (1892)
  - Quatuor avec piano op. 8 (1899)
  - Quatuor à cordes op. 9 (1901)
  - Sonate pour alto & piano op. 10 (1902)
  - Quintette à cordes op. 11 (1906)
  - Quatuor à cordes op. 14 (1909)
  - Trio avec piano (violon & alto) op. 17 (1912)
  - Sonate pour violoncelle & piano op. 19 (1936)
  - Sonate pour violon & piano op. 20
  - Quintette avec piano op. 29 (1933)
  - 2 Morceaux pour alto & piano op. 31 (1933)

## Liens externelles
- « Winkler, Alexandre » (partitions libres de droits), sur l'IMSLP